# 1912 في النرويج
فيما يلي قوائم الأحداث التي وقعت خلال عام 1912 في النرويج.

## سياسة

### انتهاء فترة المنصب
- 1 يناير – أبراهام تيودور بيرغه عضو برلمان النرويج  [لغات أخرى]‏،Minister of Finance of Norway ‏.
- 1 يناير – ألفرد إريكسن عضو برلمان النرويج  [لغات أخرى]‏.
- 1 يناير – أوتو صبا عضو برلمان النرويج  [لغات أخرى]‏.
- 1 يناير – أولاف أموندسين عضو برلمان النرويج  [لغات أخرى]‏.
- 1 يناير – إيفار آفاتسمارك عضو برلمان النرويج  [لغات أخرى]‏.
- 1 يناير – جون أرندت نائب عضو برلمان النرويج  [لغات أخرى]‏.
- 1 يناير – جوناس بيدرسن نائب عضو برلمان النرويج  [لغات أخرى]‏.
- 1 يناير – كورنيليوس برنهارد هانسن عضو برلمان النرويج  [لغات أخرى]‏.
- 1 يناير – ماغنوس هالفورسن عضو برلمان النرويج  [لغات أخرى]‏.
- 1 يناير – يوليوس كريستنسن نائب عضو برلمان النرويج  [لغات أخرى]‏.
- 1 يناير – يوليوس كريستنسن نائب عضو برلمان النرويج  [لغات أخرى]‏.

## رياضة
- 1 يناير – كأس النرويج 1912 الفائز Mercantile SFK [الإنجليزية]‏.

## مواليد

### يناير
- 27 يناير – آرني نايس فيلسوف ومتسلق جبال نرويجي.

### أبريل
- 8 أبريل – سونيا هيني
- 10 أبريل – سالي اولسن عاملة اجتماعية نرويجية.
- 14 أبريل – آرنه بروستاد لاعب كرة قدم نرويجي.
- 15 أبريل – هنري كارلسن سياسي نرويجي.

### مايو
- 20 مايو – هيرسليب فوجت دبلوماسي نرويجي.

### يوليو
- 12 يوليو – يوجين هاوغلاند

### أكتوبر
- 2 أكتوبر – بيارن إيفرسن متزحلق نرويجي.

### نوفمبر
- 6 نوفمبر – تريغفه هيرش

## وفيات

### يناير
- 1 يناير – نيلس هانستين (مواليد 1855) فنان نرويجي.

### فبراير
- 12 فبراير – جيرهارد أرماور هانسن (مواليد 1841) طبيب نرويجي.

### أغسطس
- 10 أغسطس – ينس كارل بيتر براندت (مواليد 1848) سياسي نرويجي.